# Lilla Mörby naturreservat
Lilla Mörby naturreservat (tidigare benämnt Lauks naturreservat) är ett naturreservat som ligger strax nordost om gården Lauks i Lokrume socken i Region Gotland på Gotland.
Området är naturskyddat sedan 2007 och är 34 hektar stort. Reservatet består av en barrblandskog. 